# Unione Sportiva Avellino 1996-1997
Questa voce raccoglie le informazioni riguardanti l'Unione Sportiva Avellino nelle competizioni ufficiali della stagione 1996-1997.

## Rosa
| N. |                   | Ruolo | Calciatore         |
| -- | ----------------- | ----- | ------------------ |
|    | Italia (bandiera) | P     | Marco Giannitti    |
|    | Italia (bandiera) | P     | Salvatore Soviero  |
|    | Italia (bandiera) | D     | Angelo Ametrano    |
|    | Italia (bandiera) | D     | Luca Bocchino      |
|    | Italia (bandiera) | D     | Domenico Colletto  |
|    | Italia (bandiera) | D     | Davide Ferrari     |
|    | Italia (bandiera) | D     | Gennaro Grillo     |
|    | Italia (bandiera) | D     | Antonio Minadeo    |
|    | Italia (bandiera) | D     | Salvo Parisi       |
|    | Italia (bandiera) | D     | Ruggero Radice     |
|    | Italia (bandiera) | D     | Mario Solimeno     |
|    | Italia (bandiera) | D     | Alessandro Turone  |
|    | Italia (bandiera) | D     | Giuseppe Vecchio   |
|    | Italia (bandiera) | D     | Francesco Zampella |
|    | Italia (bandiera) | C     | Francesco Bianco   |
|    | Italia (bandiera) | C     | Alfonso Camorani   |
|    | Italia (bandiera) | C     | Antonio Cresta     |
|    | Italia (bandiera) | C     | Fiorenzo D'Ainzara |

| N. |                   | Ruolo | Calciatore                      |
| -- | ----------------- | ----- | ------------------------------- |
|    | Italia (bandiera) | C     | Emiliano De Juliis              |
|    | Italia (bandiera) | C     | Pasqualino Di Serafino          |
|    | Italia (bandiera) | C     | Sandro Federico                 |
|    | Italia (bandiera) | C     | Angelo Ferraro                  |
|    | Italia (bandiera) | C     | Emanuele Germano                |
|    | Italia (bandiera) | C     | Salvatore Giorgio               |
|    | Italia (bandiera) | C     | Cisco Guida                     |
|    | Italia (bandiera) | C     | Marco Lo Pinto                  |
|    | Italia (bandiera) | C     | Michele Menolascina (capitano)  |
|    | Italia (bandiera) | C     | Lorenzo Scoponi                 |
|    | Italia (bandiera) | A     | Salvatore Campilongo            |
|    | Italia (bandiera) | A     | Domenico Cannalonga             |
|    | Italia (bandiera) | A     | Andrea Cecchini (vice capitano) |
|    | Italia (bandiera) | A     | Edmondo Farias                  |
|    | Italia (bandiera) | A     | Salvatore Fresta                |
|    | Italia (bandiera) | A     | Stefano Guidoni                 |
|    | Italia (bandiera) | A     | Antonino Marcatti               |
|    | Italia (bandiera) | A     | Gioacchino Prisciandaro         |

## Calciomercato

### Sessione estiva
| Acquisti | Acquisti                | Acquisti | Acquisti |
| R.       | Nome                    | da       | Modalità |
| -------- | ----------------------- | -------- | -------- |
| P        | Salvatore Soviero       |          |          |
| D        | Luca Bocchino           |          |          |
| D        | Davide Ferrari          |          |          |
| D        | Salvo Parisi            |          |          |
| D        | Ruggero Radice          |          |          |
| D        | Alessandro Turone       |          |          |
| D        | Giuseppe Vecchio        |          |          |
| D        | Francesco Zampella      |          |          |
| C        | Francesco Bianco        |          |          |
| C        | Alfonso Camorani        |          |          |
| C        | Antonio Cresta          |          |          |
| C        | Fiorenzo D'Ainzara      |          |          |
| C        | Pasqualino Di Serafino  |          |          |
| C        | Sandro Federico         |          |          |
| C        | Emanuele Germano        |          |          |
| C        | Salvatore Giorgio       |          |          |
| C        | Michele Menolascina     |          |          |
| C        | Marco Lo Pinto          |          |          |
| A        | Domenico Cannalonga     |          |          |
| A        | Andrea Cecchini         |          |          |
| A        | Edmondo Farias          |          |          |
| A        | Stefano Guidoni         |          |          |
| A        | Antonino Marcatti       |          |          |
| A        | Gioacchino Prisciandaro |          |          |

| Cessioni | Cessioni | Cessioni | Cessioni |
| R.       | Nome     | a        | Modalità |
| -------- | -------- | -------- | -------- |

### Operazioni successive alla sessione estiva
| Acquisti | Acquisti | Acquisti | Acquisti |
| R.       | Nome     | da       | Modalità |
| -------- | -------- | -------- | -------- |

| Cessioni | Cessioni           | Cessioni | Cessioni   |
| R.       | Nome               | a        | Modalità   |
| -------- | ------------------ | -------- | ---------- |
| C        | Emiliano De Juliis | Nocerina | definitivo |

### Sessione invernale
| Acquisti | Acquisti             | Acquisti | Acquisti |
| R.       | Nome                 | da       | Modalità |
| -------- | -------------------- | -------- | -------- |
| D        | Gennaro Grillo       |          |          |
| D        | Mario Solimeno       |          |          |
| C        | Cisco Guida          |          |          |
| C        | Massimo Scoponi      |          |          |
| A        | Salvatore Campilongo |          |          |
| A        | Salvatore Fresta     |          |          |

| Cessioni | Cessioni                | Cessioni | Cessioni |
| R.       | Nome                    | a        | Modalità |
| -------- | ----------------------- | -------- | -------- |
| D        | Francesco Zampella      |          |          |
| C        | Sandro Federico         |          |          |
| C        | Salvatore Giorgio       |          |          |
| A        | Stefano Guidoni         |          |          |
| A        | Gioacchino Prisciandaro |          |          |

### Operazioni successive alla sessione invernale
| Acquisti | Acquisti | Acquisti | Acquisti |
| R.       | Nome     | da       | Modalità |
| -------- | -------- | -------- | -------- |

| Cessioni | Cessioni            | Cessioni | Cessioni   |
| R.       | Nome                | a        | Modalità   |
| -------- | ------------------- | -------- | ---------- |
| C        | Michele Menolascina | Taranto  | definitivo |

## Risultati

### Campionato

#### Girone di andata
| 1º settembre 1996 1ª giornata | Avezzano | 0 – 1 | Avellino |  |

| 8 settembre 1996 2ª giornata | Avellino | 1 – 0 | Gualdo |  |

| 15 settembre 1996 3ª giornata | Avellino | 0 – 1 | Fidelis Andria |  |

| 22 settembre 1996 4ª giornata | Giulianova | 2 – 2 | Avellino |  |

| 29 settembre 1996 5ª giornata | Avellino | 1 – 2 | Ancona |  |

| 5 ottobre 1996 6ª giornata | Lodigiani | 2 – 0 | Avellino |  |

| 20 ottobre 1996 7ª giornata | Avellino | 0 – 2 | Sora |  |

| 27 ottobre 1996 8ª giornata | Nocerina | 0 – 1 | Avellino |  |

| 3 novembre 1996 9ª giornata | Avellino | 0 – 1 | Fermana |  |

| 10 novembre 1996 10ª giornata | Atletico Catania | 2 – 0 | Avellino |  |

| 24 novembre 1996 11ª giornata | Avellino | 2 – 2 | Acireale |  |

| 1º dicembre 1996 12ª giornata | Casarano | 0 – 0 | Avellino |  |

| 8 dicembre 1996 13ª giornata | Avellino | 0 – 0 | Ischia Isolaverde |  |

| 15 dicembre 1996 14ª giornata | Juve Stabia | 0 – 0 | Avellino |  |

| 22 dicembre 1996 15ª giornata | Avellino | 0 – 0 | Savoia |  |

| 15 gennaio 1997 16ª giornata | Ascoli | 1 – 0 | Avellino |  |

| 12 gennaio 1997 17ª giornata | Avellino | 2 – 0 | Trapani |  |

#### Girone di ritorno
| 19 gennaio 1997 18ª giornata | Avellino | 2 – 0 | Avezzano |  |

| 26 gennaio 1997 19ª giornata | Gualdo | 1 – 1 | Avellino |  |

| 2 febbraio 1997 20ª giornata | Fidelis Andria | 3 – 1 | Avellino |  |

| 9 febbraio 1997 21ª giornata | Avellino | 1 – 0 | Giulianova |  |

| 16 febbraio 1997 22ª giornata | Ancona | 1 – 1 | Avellino |  |

| 23 febbraio 1997 23ª giornata | Avellino | 1 – 1 | Lodigiani |  |

| 2 marzo 1997 24ª giornata | Sora | 1 – 0 | Avellino |  |

| 9 marzo 1997 25ª giornata | Avellino | 1 – 0 | Nocerina |  |

| 16 marzo 1997 26ª giornata | Fermana | 1 – 1 | Avellino |  |

| 29 marzo 1997 27ª giornata | Avellino | 1 – 2 | Atletico Catania |  |

| 6 aprile 1997 28ª giornata | Acireale | 0 – 0 | Avellino |  |

| 13 aprile 1997 29ª giornata | Avellino | 1 – 0 | Casarano |  |

| 20 aprile 1997 30ª giornata | Ischia Isolaverde | 1 – 1 | Avellino |  |

| 27 aprile 1997 31ª giornata | Avellino | 1 – 0 | Juve Stabia |  |

| 4 maggio 1997 32ª giornata | Savoia | 1 – 0 | Avellino |  |

| 11 maggio 1997 33ª giornata | Avellino | 4 – 1 | Ascoli |  |

| 18 maggio 1997 34ª giornata | Trapani | 1 – 0 | Avellino |  |